# 734. grenadirski polk (Wehrmacht)
734. grenadirski polk (izvirno nemško 734. Grenadier-Regiment; kratica 734. GR) je bil pehotni polk Heera v času druge svetovne vojne.

## Zgodovina
Polk je bil ustanovljen 15. oktobra 1942 za potrebe 704. pehotne divizije.
29. marca 1943 je bil preoblikovan v 734. lovski polk.